# Tim Merlier
Tim Merlier (ur. 30 października 1992 w Wortegem-Petegem) – belgijski kolarz szosowy i przełajowy.

## Osiągnięcia

### Kolarstwo szosowe
Opracowano na podstawie:

2015
- 3. miejsce w Schaal Sels

2016
- 1. miejsce w GP Stad Zottegem

2017
- 3. miejsce w Schaal Sels

2018
- 3. miejsce w Ronde van Limburg
- 1. miejsce w klasyfikacji punktowej Danmark Rundt
  - 1. miejsce na 3. i 5. etapie

2019
- 1. miejsce w Elfstedenronde
- 1. miejsce w mistrzostwach Belgii (start wspólny)
- 1. miejsce w klasyfikacji punktowej Tour Alsace
  - 1. miejsce w prologu, 1. i 4. etapie
- 1. miejsce na 5. etapie Danmark Rundt
- 2. miejsce w Antwerp Port Epic
- 3. miejsce w Sparkassen Münsterland Giro

2020
- 1. miejsce na 4. etapie Tour of Antalya
- 1. miejsce w Brussels Cycling Classic
- 1. miejsce na 6. etapie Tirreno-Adriático
- 3. miejsce w Driedaagse Brugge-De Panne

2021
- 1. miejsce w Le Samyn
- 1. miejsce w Grote Prijs Jean-Pierre Monseré
- 1. miejsce w Bredene Koksijde Classic
- 3. miejsce w Dwars door Vlaanderen
- 1. miejsce na 2. etapie Giro d’Italia
- 1. miejsce w Ronde van Limburg
- 1. miejsce w Elfstedenronde
- 1. miejsce na 3. etapie Tour de France
- 2. miejsce w Grote Prijs Marcel Kint
- 1. miejsce na 1. i 4. etapie Benelux Tour
- 3. miejsce w Antwerp Port Epic
- 2. miejsce w Grand Prix d’Isbergues

2022
- 1. miejsce na 2. etapie Tirreno-Adriático
- 1. miejsce w Nokere Koerse
- 3. miejsce w Bredene Koksijde Classic
- 1. miejsce w Classic Brugge-De Panne
- 3. miejsce w Elfstedenronde
- 1. miejsce w mistrzostwach Belgii (start wspólny)
- 3. miejsce w mistrzostwach Europy (start wspólny)
- 1. miejsce w Memorial Rik Van Steenbergen

2023
- 1. miejsce na 1. etapie Tour of Oman
- 1. miejsce w klasyfikacji punktowej UAE Tour
  - 1. miejsce na 1. i 6. etapie
- 1. miejsce na 1. etapie Paryż-Nicea
- 1. miejsce w Nokere Koerse
- 1. miejsce na 6. etapie Quatre Jours de Dunkerque
- 2. miejsce w Grote Prijs Marcel Kint
- 2. miejsce w Gullegem Koerse
- 1. miejsce na 1. i 7. etapie Tour de Pologne
- 1. miejsce w Grand Prix de Fourmies
- 1. miejsce na 1. i 4. etapie Okolo Slovenska
  - 1. miejsce w klasyfikacji punktowej

2024
- 1. miejsce na 3. i 4. etapie AlUla Tour
  - 1. miejsce w klasyfikacji punktowej
- 1. miejsce na 1., 4. i 6. etapie UAE Tour
  - 1. miejsce w klasyfikacji punktowej
- 1. miejsce w Nokere Koerse
- 2. miejsce w Classic Brugge-De Panne
- 1. miejsce w Scheldeprijs
- 1. miejsce na 3., 18. i 21. etapie Giro d’Italia
- 1. miejsce na 2. i 5. etapie Baloise Belgium Tour
- 1. miejsce na 5. etapie Tour de Pologne
- 1. miejsce w mistrzostwach Europy (start wspólny)

## Rankingi

### Kolarstwo szosowe
| Rok             | 2014 | 2015 | 2016 | 2017 | 2018 | 2019 | 2020 | 2021 | 2022 | 2023 | 2024 |
| --------------- | ---- | ---- | ---- | ---- | ---- | ---- | ---- | ---- | ---- | ---- | ---- |
| World Ranking   |      |      | 356. | 537. | 456. | 111. | 50.  | 19.  | 27.  | 73.  | 16.  |
| UCI Europe Tour | 968. | 315. | 176. | 314. | 259. | 91.  | 40.  | 16.  | 21.  | 60.  | 14.  |
|                 |      |      |      |      |      |      |      |      |      |      |      |
| Źródło: UCI     |      |      |      |      |      |      |      |      |      |      |      |